# 穿山甲木鼻白蟻
穿山甲木鼻白蟻（學名：Stylotermes halumicus）為蜚蠊目木鼻白蟻科木鼻白蟻屬的一種，台灣特有種。

## 發現與命名
2014年，臺灣中興大學博士生的梁維仁及李後鋒副教授，於臺東縣延平鄉鸞山採集到一種過去未曾描述過的白蟻物種。經比對後確認為木鼻白蟻科的物種，為臺灣對該科的首度紀錄。研究成果後來發表於《美國昆蟲學會會刊》（Annals of the Entomological Society of America）中。中興大學團隊亦依據此種，首度報導了該科的基因序列。
本種為第一種由臺灣生物學家發現與命名之白蟻，其學名之種小名來自於布農語，意思為穿山甲，以紀念布農族人協助國立屏東科技大學執行穿山甲保育計畫。

## 棲息環境
該物種目前僅發現於櫸樹、異色山黃麻等部分已枯死的樹幹內，其蟻坑在樹幹內呈縱向生長，並會侵入未枯死的莖幹。

## 分布
目前僅知分布於臺灣臺東縣，為台灣目前僅知的唯一一種木鼻白蟻。